# Kütten

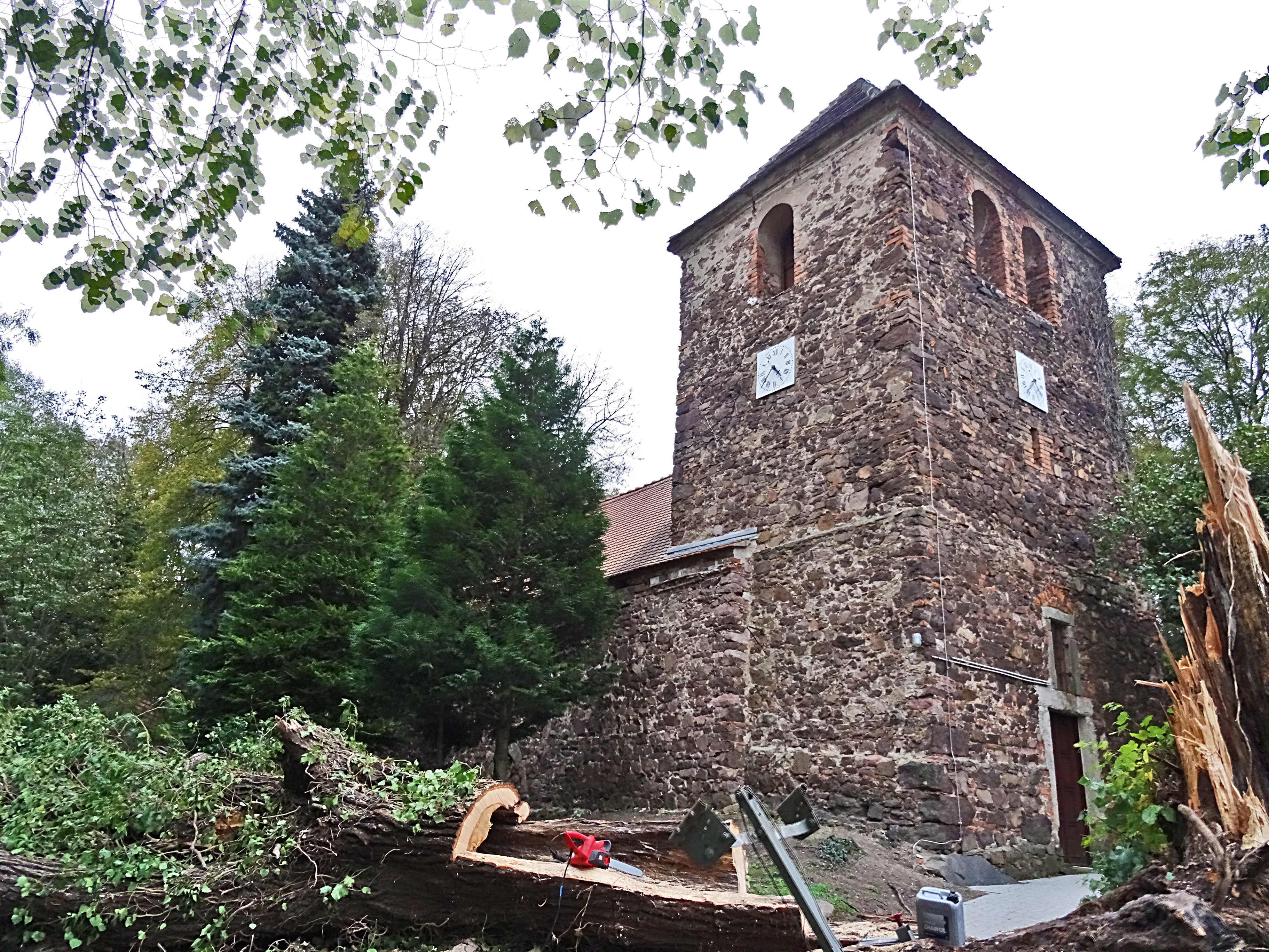
Kirche Drobitz

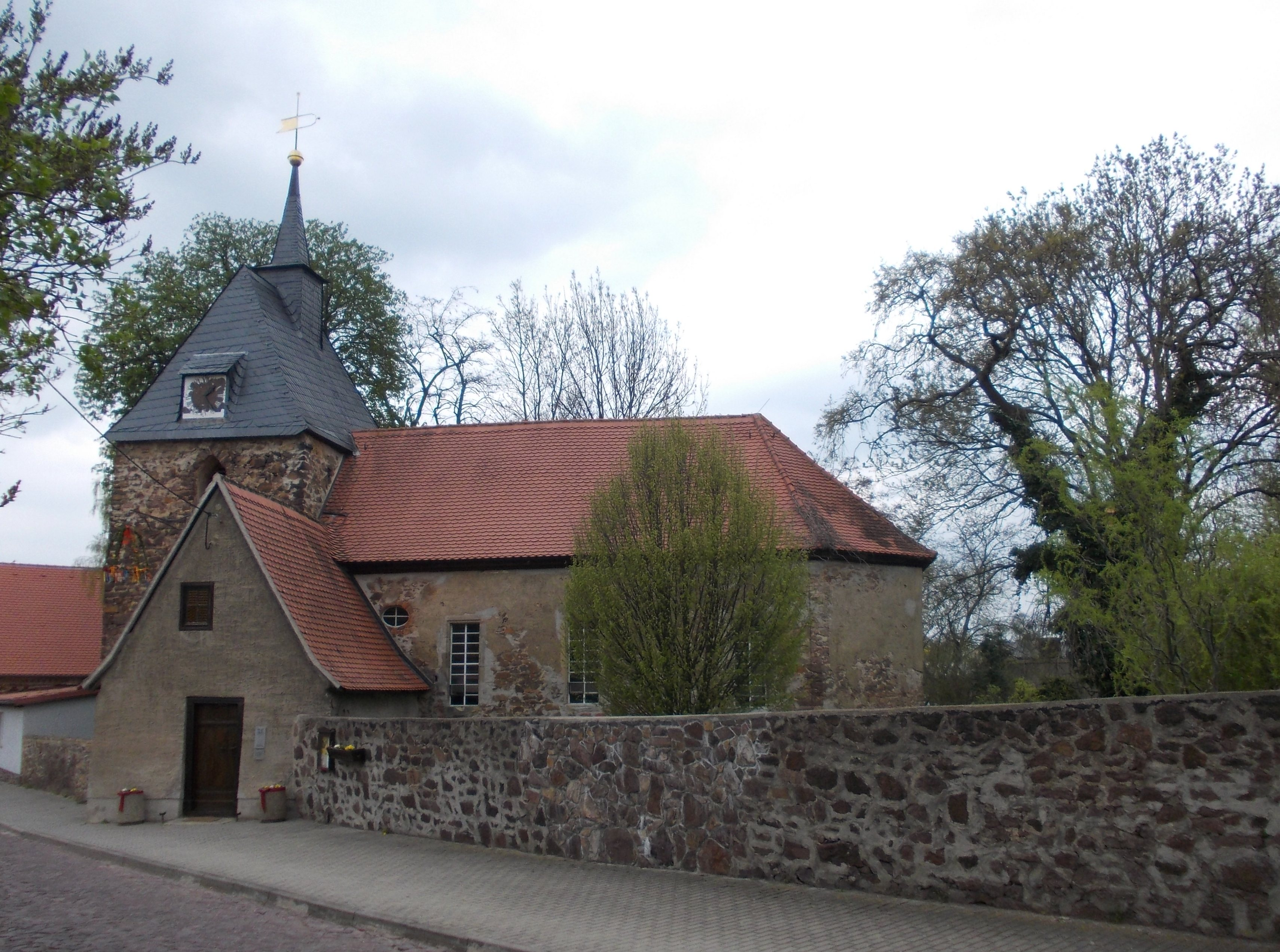
Kirche Kütten

Kütten ist eine Ortschaft der Gemeinde Petersberg im Saalekreis in Sachsen-Anhalt (Deutschland). Sie besteht aus den Ortsteilen Drobitz und Kütten.
Bis zur Neubildung der Einheitsgemeinde Petersberg am 1. Januar 2010 war Kütten eine selbständige Gemeinde in der Verwaltungsgemeinschaft Götschetal-Petersberg. Letzter Bürgermeister Küttens war Heinz Pohl.

## Geografie
Kütten liegt nördlich von Halle (Saale), am östlichen Rand des Petersberges.

## Geschichte
Drobitz und Kütten gehörten als schriftsässige Orte zum Rittergut Ostrau, welches ab 1485 unter der Verwaltung des wettinischen Amtes Delitzsch stand, von diesem jedoch räumlich getrennt lag.
Seit dem 1697 erfolgten Verkauf des benachbarten wettinischen Amts Petersberg an Brandenburg-Preußen lagen die kursächsischen Orte Kütten und Drobitz an der Grenze zum preußischen Herzogtum Magdeburg. 1806 wurden der benachbarte Ort Petersberg und der preußische Saalkreis durch französische Truppen besetzt. Dadurch grenzten die nun königlich-sächsischen Orte Kütten und Drobitz ab 1807 an den Distrikt Halle im Departement der Saale des Königreichs Westphalen.
Nach der Niederlage Napoleons und dem Ende des Königreichs Westphalen waren Kütten und Drobitz seit 1813 wieder sächsisch-preußische Grenzorte. Durch die Beschlüsse des Wiener Kongresses kamen die Orte des Gutsbezirks Ostrau wie die meisten Orte des sächsischen Amts Delitzsch im Jahr 1815 zu Preußen. Kütten und Drobitz wurden wie der Großteil des Gutsbezirks Ostrau im Jahr 1816 dem Landkreis Bitterfeld im Regierungsbezirk Merseburg der Provinz Sachsen zugeteilt.
Am 20. Juli 1950 wurde Drobitz nach Kütten eingemeindet. Davor wechselten beide Orte am 15. Juni 1950 in den Saalkreis. Bei der Kreisreform in der DDR kam Kütten mit Drobitz im Jahr 1952 zum verkleinerten Saalkreis im Bezirk Halle, dieser ging bei der Kreisreform des Landes Sachsen-Anhalt im Jahr 2007 im Saalekreis auf.
Bei der Bildung der Einheitsgemeinde Petersberg am 1. Januar 2010 wurde die Gemeinde Kütten mit ihrem Ortsteil Drobitz eine Ortschaft innerhalb der neuen Großgemeinde Petersberg. 

## Wappen
Blasonierung: „In Grün ein bis in das Schildhaupt reichender silberner Stufengiebel, belegt mit einer siebenblättrigen grünen Linde auf grünem Dreiberg. In den oberen Ecken je ein goldener Spitzhammer, die Spitze nach innen gekehrt, die Stiele belegt rechts mit zwei geschrägten goldenen Ähren, links mit zwei geschrägten Schreibfedern (Gänsekielen).“
Die Farben Küttens sind – abgeleitet vom Wappen – Silber (Weiß)/Grün.
Kütten führt eine Flagge: Silber (Weiß)-Grün geteilt (Hissflagge: Streifen von links nach rechts; Querflagge: Streifen von oben nach unten verlaufen) mit dem aufgelegten Wappen.

## Verkehrsanbindung
Kütten liegt westlich der Verbindungsstraße von Halle (Saale) nach Zörbig. Die Bundesautobahn 14, die von Leipzig nach Magdeburg führt, liegt 5 km südlich von Kütten.

## Persönlichkeiten
- Christian Reuter (* 1665 in Kütten; † ca. 1712 vermutlich in Berlin), deutscher Schriftsteller, gilt als bedeutender Vertreter der Schelmenliteratur.
- August Friedrich Hecker (* 1763 in Kütten; † 1811 in Berlin), Arzt und ordentlicher Professor der Medizin.